# Herb kraju żylińskiego

Herb kraju żylińskiego

Herb kraju żylińskiego to, obok flagi, jeden z symboli tego kraju.

## Opis herbu
Tarcza herbowa czwórdzielna w krzyż.
- W polu pierwszym, zielonym, złoty podwójny krzyż z korzeniami. Ponad jego ramionami dwie złote gałązki jodłowe.
- W polu drugim błękitnym, srebrny świerk wyrastające ze srebrnej skały. Na pniu drzewa złota korona.
- W polu trzecim, błękitnym, trzy róże umieszczone w dwóch szeregach (2:1). Kwiaty w górnym szeregu czerwone, w dolnym biały.
- W polu czwartym, zielonym, złoty niedźwiedź kroczący umieszczony ponad srebrnym falowanym pasem.

## Uzasadnienie symboliki herbu
Złoty krzyż jest symbolem stolicy kraju, Żyliny, od XIII wieku. Dla odróżnienia od miejskiego znaku dodano gałązki symbolizujące region Kysuc z jego największym miastem Czadcą. Srebrne drzewo i korona to herb dawnego węgierskiego komitatu Liptó (Liptów) pochodzący z 1680 roku. Motyw róż z trzeciego pola zaczerpnięty został z pochodzącego z 1709 roku herbu komitatu Turóc (Turiec). Niedźwiedź ponad falowanym pasem to symbol Orawy pochodzący z herbu komitatu Árva.